# Mattias Flink
Mattias Flink (født 8. marts 1970) er en svensk massemorder. Han skød og dræbte fem kvinder og to mænd natten til lørdag den 11. juni 1994 i Falun i Sverige. Flink, var fændrik i den svenske hær, og havde i løbet af foråret 1994 haft psykiske problemer. Det var store humørsvingninger, søvnproblemer, paranoia og jalousi, samt med en kompliceret opvækst, hvor moderen forlod familien, førte til de fatale hændelser. 
Flink fik livstidstraf for mordene.
I 2011 fik Mattias Flink omstødt dommen til 30 års fængsel.
Den 9 juni 2014 blev han løsladt, efter han har afsonet 2/3 at sin straf.

## Links
- 'Massmordet i Falun', radiodokumentar fra P3